# Incydent w powstaniu 1745 roku

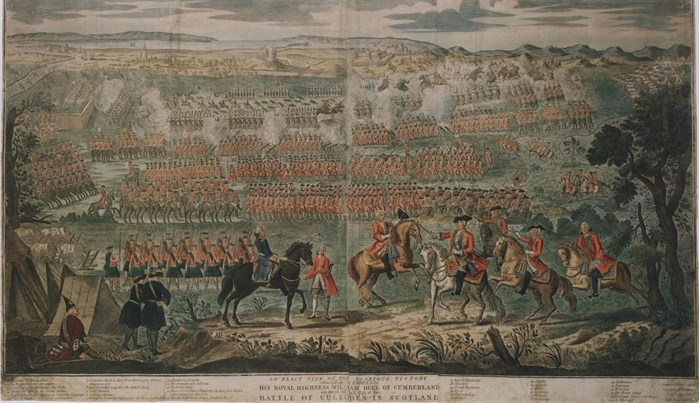
Drzeworyt Davida Moriera przedstawiający bitwę pod Culloden, opublikowany w październiku 1746 roku

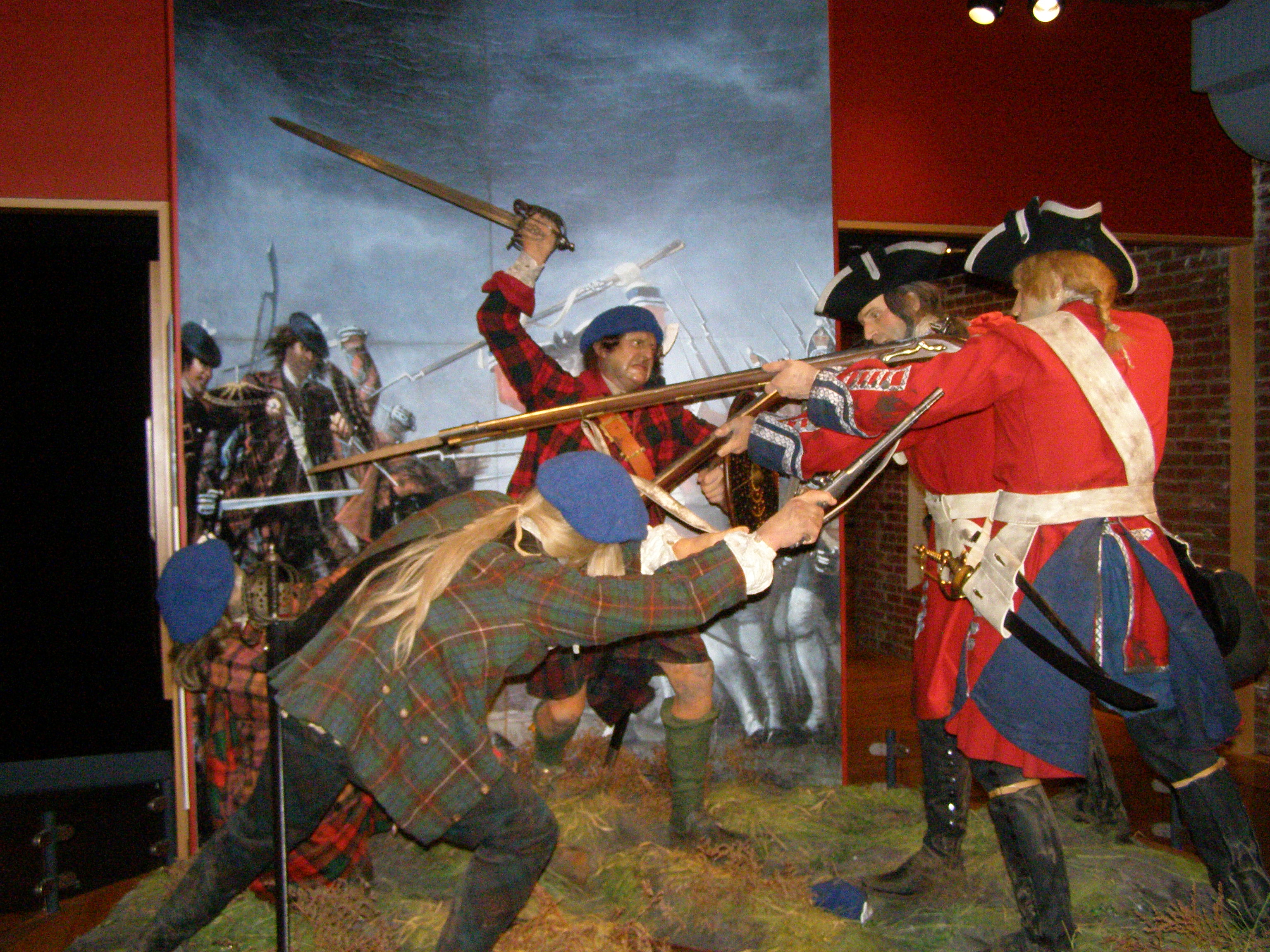
Ekspozycja w muzeum z obrazem w tle (2011)

Incydent w powstaniu 1745 roku (ang. An Incident in the Rebellion of 1745) – obraz olejny namalowany przez angielskiego malarza szwajcarskiego pochodzenia Davida Moriera około 1753 roku, znajdujący się w zbiorach pałacu Holyrood w Edynburgu, będących częścią Royal Collection – dzieł sztuki, których właścicielem jest brytyjska rodzina królewska.

## Opis
Bitwa pod Culloden była ostatnim starciem zbrojnym powstania jakobickiego 1745 roku. Powstanie to było podjętą przez księcia Karola Edwarda Stuarta próbą obalenia króla Wielkiej Brytanii Jerzego II z dynastii hanowerskiej i zastąpienia go jego ojcem, księciem Jakubem Franciszkiem Edwardem Stuartem z dynastii Stuartów. Bitwa odbyła się 16 kwietnia 1746 roku na wrzosowisku Culloden Moor niedaleko Inverness w północnej Szkocji. Wojskami jakobickimi dowodził Karol Edward Stuart, natomiast wojskami królewskimi British Army dowodził syn Jerzego II, książę Wilhelm August Hanowerski, noszący tytuł księcia Cumberland. Bitwa trwała około godziny i zakończyła się klęską jakobitów. Autor obrazu David Morier mógł być obecny podczas bitwy pod Culloden. Wiele źródeł podaje, że wzorował się na jakobickich jeńcach, ale jest to kwestionowane i twierdzi się, że to legenda, która powstała w XIX wieku.

### Jakobici
Ośmiu żołnierzy jakobickich widocznych na obrazie nosi 20 różnych tartanów, co odzwierciedlało zróżnicowaną liczbę szkockich klanów, które wysłały swoje wojska na rzecz sprawy jakobickiej. Noszenie tartanów zostało zakazane na mocy ustawy Dress Act 1746, choć była ona słabo egzekwowana. Żołnierze noszą także białe kokardy na beretach tam o'shanter, które pokazują ich wierność sprawie księcia Stuarta. Uzbrojenie Szkotów jest przestarzałe – nikt nie nosi broni palnej, zamiast tego uzbrojeni są w pałasze claymore, sztylety dirk i tarcze targe. Niektórzy noszą topory lochaber, będące przestarzałymi typami szkockiej broni drzewcowej. Może to odzwierciedlać hanowerską propagandę antyjakobicką, która starała się przedstawiać górali jakobickich jako barbarzyńców, zacofanych i dzikich.
Jakobici na początku powstania byli słabo uzbrojeni ze względu na ustawę Disarming Act 1715, lecz do momentu bitwy pod Culloden Francja i Hiszpania dostarczyły im około 5000 nowoczesnych muszkietów i bagnetów. Niektórzy żołnierze jakobiccy nosili zdobyczne karabiny Brown Bess lub pistolety szkockiej produkcji. Wiadomo, że wszyscy żołnierze wojsk jakobickich zostali ostatecznie uzbrojeni w muszkiety, ale niektórzy stosowali taktykę oddania jednego strzału, a następnie porzucenia broni palnej i rozpoczęcia walki wręcz za pomocą pałaszy i sztyletów – taktyka ta była znana jako Highland Charge i została zastosowana podczas bitwy pod Culloden.

### British Army
Żołnierze wojsk królewskich British Army przedstawieni na obrazie to grenadierzy z pułku King’s Own Royal Regiment (Lancaster). Pułk walczył na lewym skrzydle wojsk królewskich, na południowym krańcu pola bitwy i przyjął na siebie główny ciężar szarży jakobickiej – poniósł największe straty po stronie królewskiej: poległo 18 osób, a 108 z 373 żołnierzy zostało rannych. Żołnierzy w czerwonych kurtkach można rozpoznać po noszonych czapkach i są oni najwyższymi, najsilniejszymi i najbardziej doświadczonymi żołnierzami w pułku. Żołnierz znajdujący się najbliżej widza ma czarny trikorn na głowie i nosi czerwoną szarfę, która wskazuje, że jest oficerem. 